# 根室駅 (根室拓殖鉄道)
根室駅（ねむろえき）は、かつて北海道根室市に存在した根室拓殖鉄道の駅（廃駅）である。
北海道旅客鉄道（JR北海道）/日本国有鉄道根室本線の根室駅とは異なる場所にあり、根室本線の根室駅と同貨物支線の（貨）根室港駅（廃駅）の中間に位置していた。

## 歴史
- 1929年（昭和4年）10月16日 - 根室拓殖軌道の駅として開業。
- 1945年（昭和20年）4月1日 - 根室拓殖鉄道の駅となる。
- 1959年（昭和34年）6月20日 - 根室拓殖鉄道廃止により廃駅。

## 駅構内
当駅構内の線路配置はループ線になっており、ループ線の外側に根室拓殖軌道会社の建物、ループ線の内側に2線式車庫が2棟あったが、ループ線はのちに廃止され、転車台が設置された。
単端式ガソリンカーの方向転換は転車台で行われ、乗客の力も借りて転車台へ誘導し、方向転換が行われていた。
旅客ホームは枕木のような角材を積み上げただけの簡単なものであった。

## 駅周辺
- 根室有磯郵便局
- 根室市立花咲小学校 - 1894年（明治27年）から根室市栄町にあったが1976年完成の校舎が耐震基準を満たしていないことから、2022年度に根室市駒場町の旧啓雲中学校の校舎に移転[6]。

## 駅跡地

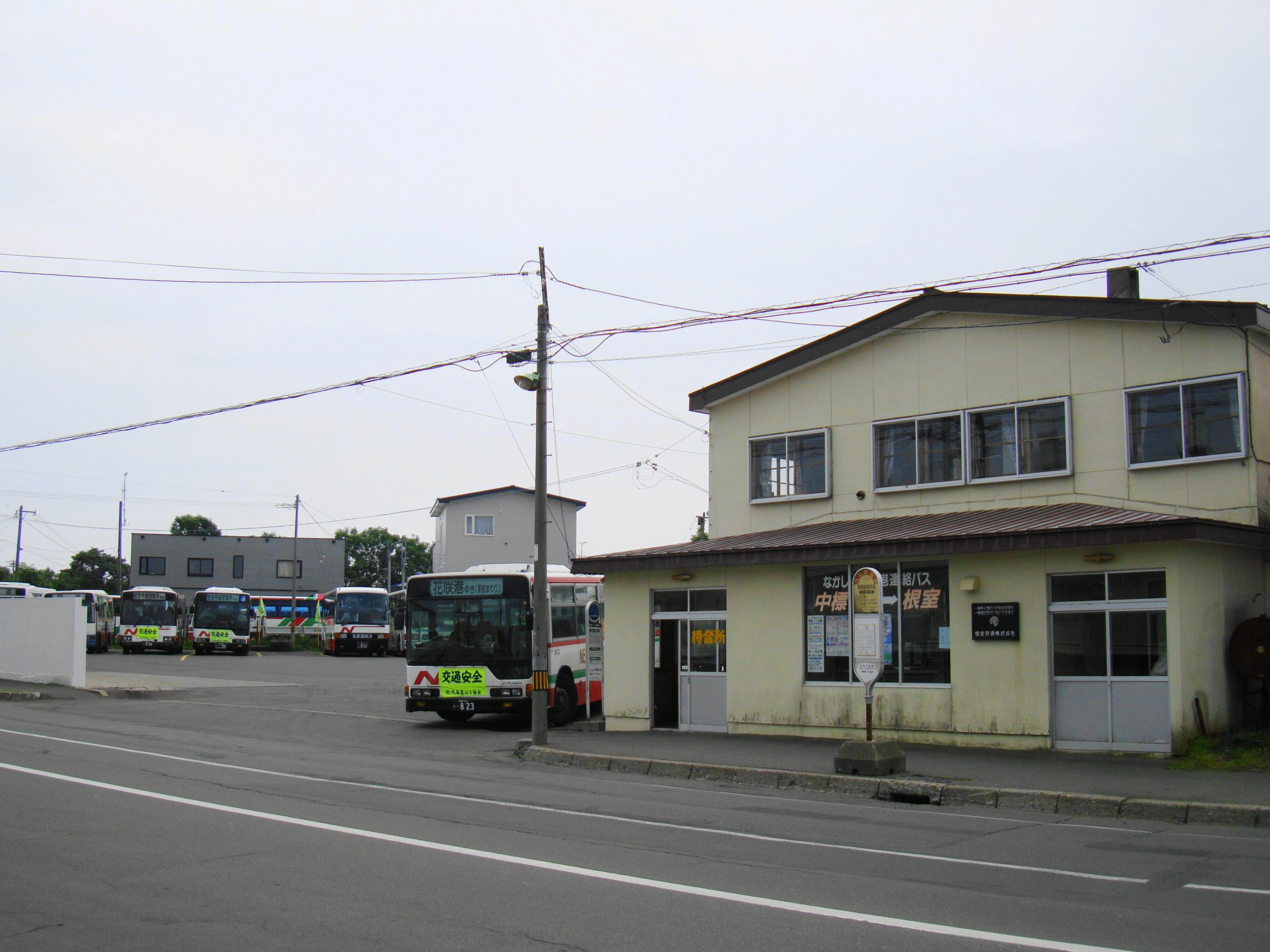
根室交通有磯営業所

根室交通有磯営業所となっている。

## 隣の駅
根室拓殖鉄道
根室拓殖鉄道線
根室駅 - 友知駅